# Ачерби, Джузеппе
Джузе́ппе Аче́рби (итал. Giuseppe Acerbi; 3 мая 1773[…], Кастель-Гоффредо, Мантуя или Кодоньо, Лоди — 25 августа 1846[…], Кастель-Гоффредо, Ломбардо-Венецианское королевство или Милан) — итальянский естествоиспытатель, путешественник, писатель, археолог, дипломат и этнограф. Его политические взгляды были весьма близки к якобинцам Франции.

## Биография
Джузеппе Ачерби родился 3 мая 1773 года в Кастель-Гоффредо в итальянском регионе Ломбардия.
В 1798 году успешно окончил Университет Павии по кафедре права и к тому времени владел несколькими европейскими языками, что впоследствии стало весьма хорошим подспорьем в его путешествиях. В 1798—1799 годах, вместе со шведским полковником Скиольдебрандом, предпринял масштабную поездку по Швеции, Финляндии и Лапландии, по итогам которой оставил весьма важные исследования в области этнографии, обычаев и фольклора местных народностей. Он стал едва ли не первым, кто дал подробнейшее описание финской сауны на языках, понятных большинству европейцев.
В начале девятнадцатого века несколько лет работал в при посольстве во Франции, но после публикации его книги в 1802 году, в которой было немало протестов против политики Наполеона Бонапарта он был вынужден закончить свою дипломатическую карьеру и вернулся на родину.
После падения Наполеона в 1814 году снова в течение нескольких лет трудился на дипломатическом поприще. Будучи итальянским консулом в Египте, принял участие в знаменитой археологической экспедиции Жана Франсуа Шампольона в Египет и Нубию, оказав ей посильную помощь; в немалой степени благодаря этому, экспедиция собрала огромное количество археологического материала для музеев Милана и Мантуи.
В 1816 году Ачерби основал в Милане журнал «Biblioteca italiana».
С 1834 по 1836 был консулом Австрии, на этот раз в Венеции. В последние годы жизни занимался разбором накопленного в различных экспедициях материала, но часть своих работ так и не успел опубликовать при жизни.
Джузеппе Ачерби скончался 25 августа 1846 года в родном городе.

## Память
В 1993 году была учреждена литературная премия имени Джузеппе Ачерби.